# Entropia
Az Entropia a svéd Pain of Salvation zenekar első nagylemeze, amely 1997-ben jelent meg az Avalon gondozásában. Az Entropia egy koncepcióalbum, amely egy fiktív, háborúk által szétzúzott társadalomban játszódik. A cím szóösszerántás, az Entrópia és az Utópia (jövőbeli társadalmakat leíró irodalmi mű) szavak keveréke.

## Kiadási kronológia
Az Entropia először Ázsiában jelent meg 1997-ben a Marquee/Belle Antique kiadó segítségével az Avalon gondozásában jelent meg. Az albumot váratlan siker követte, melynek eredményeként Daniel Gildenlöwöt egyhetes promocionális útra küldték Japánba. Tokióban különböző tévé- és rádióműsorokban szerepelt, interjút adott és különböző lemezboltokban koncerteket adott. Az album azonban az internet segítségével vált ismertté, a különböző online lemezboltokon keresztül ugyanis eljuthatott bárhová a világon.
1998-ban jelent meg először Európában a romániai Rocris Discs gondozásában,  majd teljes európai terjesztéssel az InsideOut Music jelentette meg 1999-ben, s szintén ebben az évben dobták piacra Dél-Amerikában a Hellion kiadó segítségével. Az Egyesült Államokban 2000-ben adta ki az InsideOut Music America.

## Az album főbb témái
Az album középpontjában a háborúk állnak. A történések főbb témái között megtalálhatjuk a háborúk hatásait a családra, társadalomra. A történet elején a főszereplő család feje háborúba megy, hogy megvédje a családját, miközben az elsőszülött fiúra hárul minden feladat. Később a fiú meghal (konfliktus Istennel), majd a feleség is (ismét konfliktus).

## Számok listája
1.   (6:11) "! (Foreword)"  (ingyenes letöltés a zenekar honlapjáról)  (Videóklip)
Chapter 1
2.   (1:22) "Welcome to Entropia"
3.   (6:33) "Winning a War"
4.   (9:07) "People Passing By"
5.   (4:43) "Oblivion Ocean"
Chapter 2
6.  (5:01) "Stress"
7.  (7:39) "Revival"
8.  (1:46) "Void of Her"
9.  (4:57) "To the End"
Chapter 3
10.  (0:55) "Circles"
11.  (6:49) "Nightmist"
12.  (7:23) "Plains of Dawn"
13.  (2:31) " Leaving Entropia (Epilogue)"

## Közreműködő zenészek

### Zenekar
- Daniel Gildenlöw–ének, gitár
- Daniel Magdic–Gitár, vokál
- Fredrik Hermansson–Billentyűs hangszerek
- Kristoffer Gildenlöw–Basszusgitár, vokál
- Johan Langell–Dob, vokál

### Egyéb
- Pain of Salvation–Producer, maszter
- Ander "Theo" Theander–Producer, hangmérnök
- Anders Hansson–hangmérnök